# ITU G.992.5 Annex L
G.992.3 Annex L, также READSL2 (от англ. Reach Extended ADSL2 — «„дальнобойный“ ADSL2») — дополнение к Рекомендации МСЭ-Т G.992.3 (ADSL2). Основное отличие от широко используемого Annex A состоит в увеличении максимального расстояния, на котором возможна работа оборудования. Это достигается за счёт увеличения мощности на более низких частотах, что позволяет осуществлять связь на расстоянии до 7 км. Верхняя граница используемой полосы частот при этом снижена до 552 кГц, чтобы общая мощность оставалась примерно такой же, как у Annex A.
Как показали полученные британским провайдером British Telecom результаты испытаний в «реальных» условиях, использование READSL2 позволяет увеличить дальность мегабитных каналов в среднем с 4 до 6 км, а на дальности 4 км становится возможным коммерческое предоставление скоростей на уровне 2 Мбит/с. Таким образом, абонент, скорость подключения которого до перехода на READSL2 была физически ограничена 512 кбит/c, теперь может перейти на тарифные планы со скоростью 1 Мбит/c. Более того, если раньше услугами ADSL, согласно статистике, могли воспользоваться лишь около 96 % абонентов телефонных линий, использование READSL2 позволяет довести этот показатель до 99,8 %, то есть обеспечить практически повсеместное предоставление услуги.
В настоящее время все ADSL-модемы с поддержкой стандарта ADSL2 имеют поддержку READSL2.
Несмотря на то, что стандарт READSL2 разработан и опубликован Международным союзом электросвязи, некоторые владельцы местных телефонных сетей не позволяют использовать его, поскольку из-за высокой мощности есть вероятность создания слышимых перекрёстных помех телефонной связи.